# نورس استار (پاروزن عقب کشتی ۱۸۹۷)
نورس استار (پاروزن عقب کشتی ۱۸۹۷) (به انگلیسی: North Star (sternwheeler 1897)) یک کشتی بود که طول آن ۱۳۰ فوت (۴۰ متر) بود. این کشتی در سال ۱۸۹۷ ساخته شد.